# CREB3L2
La proteïna CREB3L2 (Cyclic AMP-responsive element-binding protein 3-like protein 2 o cAMP-responsive element-binding protein 3-like protein 2) pertany a la família dels CREB, que són factors de transcripció. S'uneixen a diferents seqüències de DNA i són les encarregades d'augmentar o reduir la transcripció d'aquests gens. Es localitza principalment a la membrana del reticle endoplasmàtic (RE), tot i que també es pot trobar al nucleoplasma de les cèl·lules humanes.
CREB3L2 esdevé un paper important en el desenvolupament del teixit cartilaginós. A més, s'ha trobat que està molt relacionada amb el sarcoma fibromixoide de grau baix o LGFMS (Low-grade fibromyxoid sarcoma).
Aquesta proteïna també és coneguda amb altres noms com BBF2H7 (BBF2 human homolog on chromosome 7).

## Gen
CREB3L2 se sintetitza a partir d'un gen anomenat de la mateixa manera, CREB3L2, el qual forma part de la família dels gens CREB. Està localitzat en el cromosoma 7 humà, concretament en la posició 7q33, en el braç llarg. El cromosoma 7 conté entre el 5 i 5,5% del material genètic de la cèl·lula i entre 1000 i 1400 gens.
El gen té un total de 12 exons, dels quals el primer és el que conté el senyal ATG que dona inici a la traducció i el dotzè és on es troba el codó de terminació. D'aquests exons, el més llarg és l'exó 1, amb 454 parells de bases, i l'exó 7 és el que en presenta menys, 59.
Pel que fa a l'expressió, s'ha vist que és especialment elevada a teixits del pulmó, placenta, melsa i intentins, i en canvi és més reduïda al múscul esquelètic, tim, leucòcits, colon, cervell i cor.
El gen CREB3L2 no només es troba en el genoma humà, sinó que també està present en altres espècies, és a dir, aquest gen presenta ortòlegs en espècies com les rates, orangutans, gossos, entre d'altres.

## Estructura
La proteïna CREB3L2 té una estructura primària formada per 520 aminoàcids, la qual, un cop sintetitzada, pateix una sèrie de modificacions post-traduccionals en els aminoàcids que la componen, com la fosforilació i la glicosilació.
En el residu 93 i 191 es produeix una fosforilació on s'afegeix un àcid fosfòric a les serines que estan localitzades en aquelles posicions i així es creen fosfoserines. També es produeixen tres glicosilacions en els residus 480, 504 i 517, els quals són asparagines, on s'afegeix una N-acetilglucosamina a cadascun. A més, en la posició 178 es produeix una ubiquitinació gràcies a la proteïna ubiquitina, de manera que es crea un enllaç isopeptídic entre la glicina de la ubiquitina i la lisina de CREB3L2.

### Isoformes
Es coneixen tres isoformes d'aquesta proteïna que ja han estat confirmades. La primera isoforma és la que es considera la seqüència model i sobre la qual es basa aquest article. Les altres dues isoformes es produeixen degut a un splicing, que produeix una alteració en els aminoàcids que la formen, o bé per la desaparició d'una seqüència de l'estructura primària. A més d'aquestes tres isoformes, també hi ha quatre isoformes més que són potencialment possibles, tot i que encara no s'han pogut confirmar.

## Localització
Mitjançant microscòpia d'immunofluorescència indirecta i anticossos específics contra aquesta proteïna, s'ha trobat que la proteïna CREB3L2 es localitza principalment a la membrana del reticle endoplasmàtic (RE) de les cèl·lules humanes. No obstant, si el RE pateix estrès, la proteïna pot ser traslladada al nucli. És per aquest motiu que també es pot localitzar al nucleoplasma de les cèl·lules, tal com mostra l'anàlisi immunofluorescent.

## Funció
La proteïna CREB3L2 és un activador transcripcional que pertany a la membrana del reticle endoplasmàtic (RE). Sota estrès del RE, pel seu mecanisme d'acció, es transloca al nucli per efectuar la transcripció de determinats gens diana. Es pensa que només actua en una fase tardana de la senyalització de la resposta a proteïnes desplegades (UPR).
Té un paper crític en la condrogènesi, activant la transcripció de SEC23A, promovent així la secreció i moviment de proteïnes de la matriu cartilaginosa, així com promoure la diferenciació de condròcits veïns. A més, la inactivació de CREB3L2 provoca una retenció de col·lagen.
D'altra banda, l'extrem N-terminal promou l'expressió de gens relacionats amb el tràfic entre el RE i Golgi. El segment C-terminal de BBF2H7 és secretat al medi extracel·lular com a molècula senyal per la comunicació entre cèl·lules.
En una línia cel·lular d'un neuroblastoma, evita la mort induïda per l'estrès del RE de les cèl·lules.
També té una funció destacable en les cèl·lules hipofisàries, ja que incrementa les capacitats de secreció i de traducció. Així, pot ser útil per incrementar la producció de proteïnes terapèutiques.

## Mecanisme d'acció

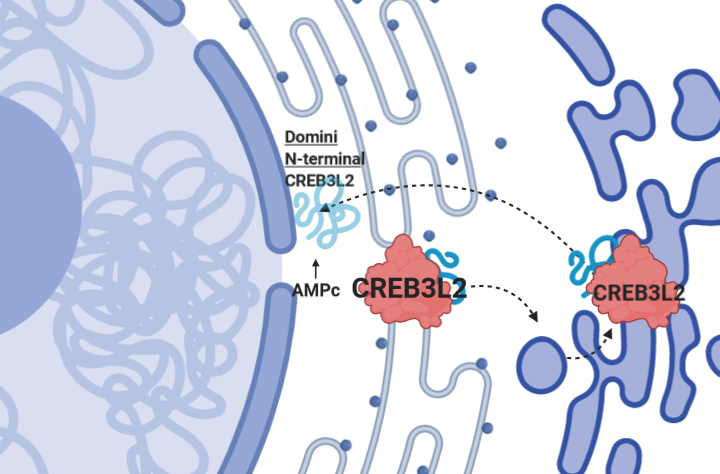
Mecanisme d'acció CREB3L2: Sota estrès del reticle endoplasmàtic, CREB3L2 viatja a Golgi i allà és tallat per proteases i allibera el seu domini N-terminal. Aquest es transloca al nucli, i s'uneix a AMPc per transcriure gens diana.

### Activitat normal de la cèl·lula
En una activitat normal (sense estrès del RE) CREB3L2 es troba inserit a la membrana del RE amb els dominis d'activació de la transcripció N-terminals orientats a la cara citosòlica d'aquesta.

### Activitat sota estrès del RE a la cèl·lula
Quan es provoca un estrès del RE, es dona la UPR, de la qual CREB3L2 és un factor de transcripció involucrat. En resposta a l'estrés del RE, és transportada del RE al Golgi, on de manera específica és dividida per les proteases S1P/MBTPS1 i S2P/MBTPS2.
El domini citosòlic N-terminal alliberat es transloca al nucli i s'uneix als elements de resposta AMPc per efectuar la transcripció d'uns gens diana específics.

## Intervenció en el creixement d'axons
Hi ha diversos mecanismes que intervenen en el desenvolupament del sistema nerviós, com per exemple determinades interaccions entre proteïnes i la participació de factors de transcripció, entre d'altres.

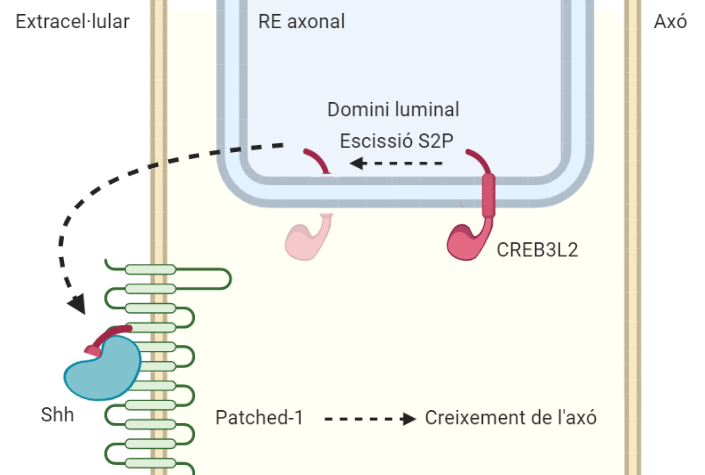
Mecanisme que uns axons en desenvolupament utilitzen per afavorir el seu creixement, en el qual intervé la regió C-terminal del CREB3L2. Created with BioRender.com

S'ha vist que el factor de transcripció CREB3L2 té un paper important en un d'aquests mecanismes, basat en la senyalització autònoma de les cèl·lules, mitjançant el qual els axons en desenvolupament de les neurones del Gangli espinal afavoreixen el seu propi creixement.
La S2P (site 2 protease) porta a terme una escissió sobre el factor de transcripció CREB3L2 de manera local, de manera que s'allibera un pèptid derivat de la regió C terminal de la proteïna esmentada. Aquest pèptid activa la via de senyalització hedgehog en les neurones per mitjà de la formació d'un complexe amb la SHH (sonic hedgehog), que és una proteïna essencial en el creixement cerebral. Gràcies a aquesta interacció és possible estabilitzar l'associació entre la SHH i Patched-1, localitzat als axons en desenvolupament, i aleshores es promou el creixement.

## Malalties relacionades amb la proteïna
La proteïna CREB3L2 és considerada un protooncogèn, el gen cel·lular normal de la qual es pot convertir en un oncogèn degut a mutacions o translocació cromosòmica.
S'ha observat que una anomalia cromosòmica que implica la CREB3L2 està relacionada amb el sarcoma fibromixoide de grau baix o LGFMS (Low-grade fibromyxoid sarcoma), una variant del fibrosarcoma reconeguda com una entitat tumoral diferent.
El sarcoma fibromixoide de grau baix és una neoplàsia que s'origina normalment als teixits tous de les extremitats o del tronc proximal dels adults joves. La majoria dels LGFMS es caracteritzen per una translocació cromosòmica concreta.
La translocació t (7; 16) (q33; p11) dona lloc a una fusió dels gens FUS i CREB3L2, la qual genera una proteïna quimèrica o de fusió amb activitat reguladora transcripcional. Aquesta fusió FUS-CREB3L2 condueix a la formació de dos tumors de teixits tous, els quals compleixen els criteris morfològics del sarcoma fibromixoide de grau baix.